# Child with Toy Hand Grenade in Central Park
Child with Toy Hand Grenade in Central Park (parfois identifiée en français sous le titre Enfant avec une grenade à main factice à Central Park), ou Child with Toy Hand Grenade in Central Park, N.Y.C. 1962 pour son titre complet, est une photographie réalisée en 1962 à Central Park, à New York. C'est l'une des œuvres les plus célèbres de la photographe documentaire américaine Diane Arbus.
Elle représente un garçon tenant une grenade à main factice — un jouet reproduisant une grenade à fragmentation Mk II — et faisant une grimace en regardant la photographe.
La planche-contact  des 12 photographies parmi lesquelles elle a été sélectionnée permet d'analyser la dynamique de la relation de Diane Arbus avec le sujet[réf. nécessaire].